# هرمان هيلمر
هرمان هيلمر (بالألمانية: Hermann Helmer)‏ (و. 1849 – 1919 م) هو مهندس معماري من ألمانيا، والإمبراطورية النمساوية المجرية، ولد في هامبورغ، توفي في فيينا، عن عمر يناهز 70 عاماً.

## التعليم
تعلم في أكاديمية الفنون الجميلة بميونخ.